# SN 1954F
SN 1954F – supernowa odkryta 30 sierpnia 1954 roku w galaktyce PGC0001347. W momencie odkrycia miała maksymalną jasność 18,80m.